# Metiche attemsi
Metiche attemsi är en mångfotingart som beskrevs av Kraus 1958. Metiche attemsi ingår i släktet Metiche och familjen Pachybolidae. Inga underarter finns listade i Catalogue of Life.